# Carlos Melconian
Carlos Alberto Melconian (Valentín Alsina, 6 de noviembre de 1956) es un economista y político argentino. Se desempeñó como presidente del Banco de la Nación Argentina desde el 23 de diciembre de 2015 hasta el 18 de enero de 2017, durante la presidencia de Mauricio Macri.

## Biografía
Es licenciado en Economía de la Universidad de Buenos Aires. Su primer trabajo fue en el ámbito público, donde ingresó al Banco Central en 1980.

### Banco Central de Argentina
En los años 1980 se desempeñó en el Banco Central de la República Argentina, ocupando la gerencia de Investigaciones Económicas y la subgerencia del Área Externa. En 1986 firmó y envió al directorio de la entidad el informe 480/161, donde se pedía anular la investigación de la deuda privada contraída en el exterior a fines de la última dictadura cívico-militar, las cuales se archivaron. La investigación que llevaban adelante los auditores del Banco Central era causada por considerarse esa deuda como «créditos fraudulentos y de dudosa legalidad», declarados por empresas privadas, valuadas en al menos 6000 millones de dólares. Entre las denunciadas figuraban empresas extranjeras y nacionales; entre estas últimas, Pérez Companc, Bridas, Sideco Americana S.A y SOCMA, estas últimas de Franco Macri.

### Dirección de M&S Consultores y Fundación para el Cambio
En 1992 fundó junto a Rodolfo Santangelo la consultora M&S consultores y diez años después Fundación para el Cambio. en la cual ejercería como director hasta su desvinculación en diciembre de 2015 cuando fue designado vía decreto por Mauricio Macri como presidente del Banco de la Nación Argentina. También trabajó como consultor privado en el Banco Mundial.
En abril de 2002 tuvo el ofrecimiento de reemplazar a Jorge Remes Lenicov en el cargo de ministro de Economía durante la presidencia de Eduardo Duhalde, pero lo rechazó alegando que «un gobierno de transición está limitado para hacer transformaciones».

### Campaña de Carlos Menem
En 2003 aceptó la propuesta de ser ministro de Economía en el tercer gobierno de Carlos Menem cuando este se postuló para la campaña. Aunque era información que se iba a dar a conocer más adelante, después de la primera vuelta de las elecciones el equipo de campaña de Menem lo reveló de forma anticipada para captar votos.
La posibilidad de designación fue criticada por diversos sectores debido a su paso como jefe del Departamento de Deuda Externa del Banco Central, donde ayudó a detener las investigaciones de lavados y autopréstamos por miles de millones de dólares. Menem, sin embargo, se retiró del balotaje, resultando investido Néstor Kirchner.

### Juicio de los fondos buitre contra Argentina
Melconian fue uno de los tenedores de deuda que demandó a Argentina en los juicios que empezaron en 2003 ante el juez estadounidense Thomas P. Griesa por 772.268 dólares, que los adquirió en plena burbuja financiera y antes de la explosión de la convertibilidad. Se trata del mismo reclamo que impulsaron los fondos buitre y otros acreedores por los bonos soberanos argentinos que entraron en default por el crack financiero de 2001, asunto que se cerró en 2016 cuando el gobierno de Mauricio Macri aceptó pagar 9.300 millones de dólares a los holdouts, asunto que Melconian nunca reveló, pero reconoció cuando se supo en 2016 a través de un documento judicial estadounidense del 6 de febrero de 2009 donde figura su nombre, aclarando que ingresó al canje de deuda de 2010.

### Candidatura al Senado y Presidencia del Banco Nación

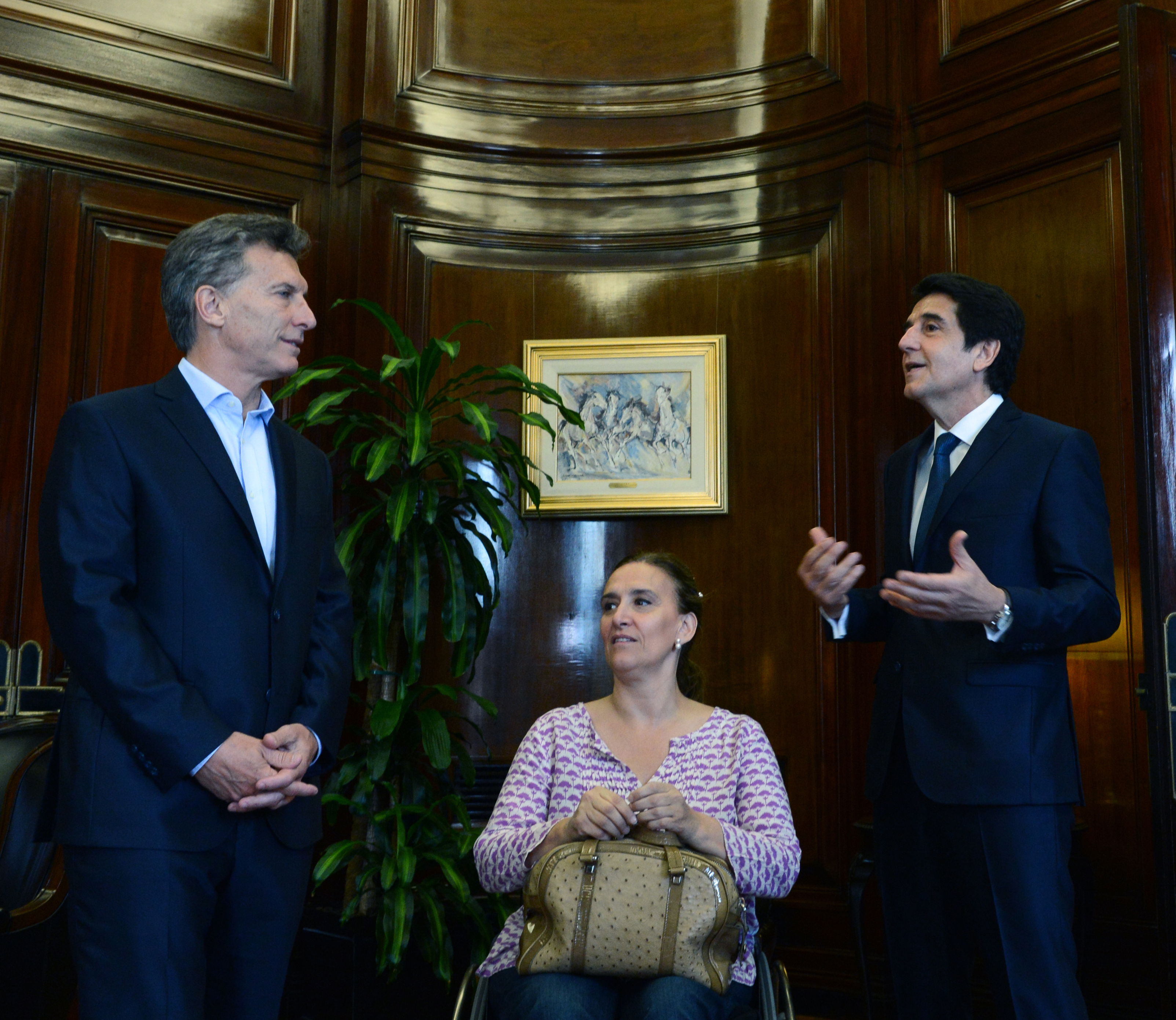
El entonces presidente Macri, y la ex vicepresidenta Michetti, el día de la asunción de Melconian como presidente del Banco Nación.

Desde 2005 forma parte del partido político PRO, cuyo principal referente es Mauricio Macri. En 2007 fue candidato a senador nacional por el PRO.
Melconian fue uno de los encargados de explicar las propuestas económicas de Mauricio Macri en su campaña presidencial, declarando que «Con este nivel de salarios, Argentina es inviable: sólo vamos a comenzar a crecer bajándolos al menos un 40%. Y la única forma de negociar una baja real con estos sindicatos es llegar a un desempleo superior al 15%».
Fue nombrado por Mauricio Macri como presidente del Banco de la Nación Argentina a partir de diciembre de 2015. 
Ese año declaró ante la Oficina Anticorrupción tener el 85% de su patrimonio en el extranjero, entre inversiones inmobiliarias en Uruguay, depósitos en los Estados Unidos, bonos en dólares y acciones de empresas que cotizan en el extranjero. Melconian inició su gestión en el Banco Nación con varios despidos de decenas de empleados, incluidos perfiles técnicos y administrativos, con 12 años de antigüedad. Durante los primeros días de la presidencia de Mauricio Macri, Melconian otorgó un crédito por 1350 millones de dólares a la empresa Vicentin. Dos años después la empresa se declaró en una situación de "estrés financiero" debido a que adeudaba 1350 millones de dólares, principalmente al Banco Nación.
En diciembre de 2016 fue denunciado por el abogado Alejandro Sánchez Kalbermatten, ante el magistrado Sergio Torres, por presuntos delitos de negociaciones incompatibles con las Funciones Públicas y Administración Fraudulenta en perjuicio de la Administración Pública, tras hacerse público que otorgó un subsidio de 900 000 pesos destinado a “agricultores familiares” a una estancia propiedad del titular de la Sociedad Rural Argentina, Luis Miguel Etchevehere.
Dimitió su cargo de presidente del Banco de la Nación Argentina en enero de 2017 por diferencias con el jefe de gabinete, Marcos Peña.

### Campaña de Patricia Bullrich
En agosto de 2023 se hizo público que Carlos Melconian sería el ministro de Economía de la candidata a presidenta Patricia Bullrich si ganaba las elecciones. Como plan de gobierno, tenía la intención de llevar a cabo un modelo de bimonetarismo entre el peso y el dólar estadounidense con la aspiración de persuadir a los argentinos que tienen dinero en el exterior de introducirlo gradualmente en el sistema financiero argentino. Finalmente, no asumiría en el cargo, tras la victoria del candidato Javier Milei.

## Controversias

### Legalización del proceso de estatización de la deuda externa durante la dictadura
Carlos Melconian fue uno de los principales responsables de legalizar el proceso de estatización de la deuda externa privada, desarrollado por Domingo Cavallo como presidente del Banco Central de la República Argentina de la última dictadura militar. Estando a cargo de la gerencia de Investigaciones Económicas y subgerencia del Área Externa del Banco Central durante la dictadura, firmó y envió el pedido de anulación de la investigación de la deuda privada contraída en el exterior por presuntos créditos fraudulentos por $6000 millones de dólares, entre otras empresas, a Pérez Companc, Bridas, Sideco Americana S.A y SOCMA, estas dos de Franco Macri.

### Como presidente del Banco Nación

#### Crédito a Vicentin
Carlos Melconian fue quien otorgó un crédito por $1350 millones de dólares a la empresa Vicentin al principio de la presidencia de Mauricio Macri, desatando una gran controversia por el trato de esa deuda hasta el presente, desde que la empresa, dos años después, se declaró en "estrés financiero".

#### Relación con Luis Etchevehere
Mientras Carlos Melconian se desempeñaba como presidente del Banco de la Nación Argentina, en diciembre de 2016, Alejandro Sánchez Kalbermatten lo denunció ante Sergio Torres por presuntos delitos de negociaciones incompatibles con las Funciones Públicas y Administración Fraudulenta en perjuicio de la Administración Pública, luego de que se supo públicamente que Carlos Melconian otorgó un subsidio de 900 mil pesos para agricultores familiares a una estancia del titular de la Sociedad Rural Argentina, Luis Etchevehere.

### Melcogate
En el contexto de las elecciones presidenciales de 2023, el periodista Tomás Méndez divulgó en su programa de Canal ExtraTV presuntos audios de Carlos Melconian cuando era presidente del Banco Nación, en los que ofrecía cargos públicos a cambio de favores sexuales. Estos audios generaron debate en las redes sociales. Patricia Bullrich, candidata a la presidencia, afirmó al principio que eran falsos, pero después dio a entender que sí eran de Melconian, pero que estaban «armados» y «descontextualizados». El medio El Destape aseguró que personas cercanas a Melconian admitieron su veracidad. Finalmente, durante un programa de televisión dirigido por Mirtha Legrand, donde además participaron Bullrich, Jonatan Viale y Diego Sehinkman, Melconian daría su explicación sobre los audios, los cuales definiría como «una pegatina con mucha edición», una campaña sucia y describiría a Tomás Méndez como «Un delincuente de primer nivel. Un hombre extorsionador»